# 829
El 829 (DCCCXXIX) fou un any comú començat en divendres del calendari julià.

## Necrològiques
- 2 de juny: Nicèfor I de Constantinoble, patriarca ecumènic de Constantinoble (n. cap al 758).[1]